# Ignatius Gabriel I Tappouni
Inácio Gabriel I Tappouni (em árabe: جبرائيل تبّوني, francês: Ignace-Gabriel I Tappouni) (3 de novembro de 1879 - 29 de janeiro de 1968) foi um prelado da Igreja Católica Siríaca. Ele serviu como Patriarca de Antioquia de 1929 a 1968 e foi elevado ao cardinalato em 1935.

## Biografia
Tappouni nasceu em Mosul, Império Otomano (no Iraque moderno), em uma antiga família cristã síria, que no final do século XVIII entrou na união síria com Roma. Estudou no Seminário Dominicano Siro-Caldeu. Ele foi ordenado ao sacerdócio em 3 (ou 9) de novembro de 1902, tomando o nome de Dominique . Depois de ensinar ao mesmo seminário até 1908, Tappouni foi então feito Secretário da Delegação Apostólica a Mesopotâmia.
Em 14 de setembro de 1912, foi nomeado bispo titular de Danaba e vigário apostólico de Mardim. Tappouni foi transferido para a sé titular de Batnae dei Siri em 19 de janeiro de 1913, data em que recebeu sua consagração episcopal do patriarca Inácio Ephrem II Rahmani. Em sua consagração, ele tomou o nome Théophile-Gabriel. Durante a Primeira Guerra Mundial, ele foi preso pelos turcos otomanos em Aleppo durante uma campanha otomana para abater os cristãos; acusado de traição, ele foi levado à corte marcial sem um julgamento regular e preso sob ameaça de execução. Angelo Maria Dolci, arcebispo titular de Gerapoli, delegado apostólico em Istambul, obteve uma suspensão da execução, e a Imperatriz Zita da Áustria, a pedido do Papa Bento XV, providenciou que o embaixador austríaco na Turquia também interviesse e o bispo foi liberto em 7 de outubro daquele ano, na época em que as tropas inglesas e francesas ocupavam a Síria. Nos anos seguintes, ele trabalhou incansavelmente ajudando os sobreviventes dos massacres. Vigário em Alepo, Síria, 1919. Promovido à Arquieparquia de Alepo dos Sírios, em 24 de fevereiro de 1921. Administrador apostólico do patriarcado sírio de Antioquia, em maio de 1929. Foi eleito por unanimidade patriarca de Antioquia pelo sínodo sírio, em 24 de junho de 1929; foi entronizado na catedral patriarcal católica síria em Beirute no dia 30 de junho seguinte; assumiu o nome de Ignace-Gabriel. Recebeu a confirmação do Papa Pio XI em 15 de julho seguinte.
Tappouni foi criado cardeal-presbítero no consistório de 16 de dezembro de 1935; recebeu o chapéu vermelho e o título de Ss. XII Apostoli em 19 de dezembro. Participou do conclave de 1939, que elegeu o Papa Pio XII. O cardeal-patriarca construiu um novo seminário e uma residência de verão em Sharfeh, ao norte de Beirute; ele também começou a construção de uma nova catedral em Beirute, mas morreu antes de ser concluída. Ele trabalhou ativamente para garantir os direitos das minorias cristãs na Síria predominantemente muçulmana. Participou do conclave de 1958, que elegeu o Papa João XXIII. Participou do Concílio Vaticano II, sendo um dos dez membros (e o único oriental) de seu conselho de presidência durante toda a duração do concílio. Participou do conclave de 1963, que elegeu o Papa Paulo VI. De acordo com o motu proprio Ad purpuratorum patrum, 11 de fevereiro de 1965, que estipulava que os cardeais patriarcas não pertenceriam ao clero de Roma e, consequentemente, nenhum título ou diaconia deveria ser atribuído a eles, ele deixou seu título de Ss. XII Apostoli. Participou da Primeira Assembleia Ordinária do Sínodo dos Bispos, Cidade do Vaticano, em 1967.
O Patriarca Ignatius Gabriel I Tappouni morreu em Beirute, aos 88 anos, e está enterrado no mosteiro católico siríaco de Charfeh, em Daraoun, Líbano.